# 宮崎県道221号西延岡停車場線
宮崎県道221号西延岡停車場線（みやざきけんどう221ごう にしのべおかていしゃじょうせん）は、宮崎県延岡市を通る、かつて存在した一般県道である。

## 概要

### 路線データ
- 起点：延岡市松山町（西延岡駅前）
- 終点：延岡市松山町（国道218号交点）

## 歴史
- 1959年（昭和34年）6月1日 - 宮崎県告示第226号[1]により路線認定される。当時の整理番号は40。
- 2007年（平成19年）9月6日 - 高千穂鉄道高千穂線 延岡 - 槇峰間の廃止に伴い、西延岡駅が廃駅となる。
- 2014年（平成26年）3月31日 - 路線廃止[2]。

## 地理

### 通過していた自治体
- 延岡市

### 交差していた道路
| 交差していた道路 | 交差していた場所 | 交差していた場所 |
| ---------------- | ---------------- | ---------------- |
| 国道218号        | 松山町           | 終点             |

### 沿線
- 高千穂鉄道高千穂線 西延岡駅